# 白云 (1960年)
白云（1960年12月—），女，山西省五台县人。中华人民共和国地方官员。中国人民大学工商管理学院工商管理硕士专业毕业。

## 生平
1993年1月，任共青团山西省委副书记。2001年，升任共青团山西省委书记。2004年，担任吕梁市委副书记。2006年，任中共阳泉市委副书记、副市长、代市长、市长。2009年至2012年任阳泉市委书记。2012年起任运城市委书记。2013年2月任山西省委常委、统战部部长。2014年8月29日，中央纪委宣布山西省委常委、统战部部长白云涉嫌严重违纪违法，目前正接受组织调查。她是中共十八大后落马的首位女性省部级高官。2015年2月，被开除党籍和公职。2016年10月19日，南通市中级人民法院公开宣判：白云非法收受他人财物，共计折合人民币1780余万元，以受贿罪被判处有期徒刑十二年，并处没收个人财产人民币二百万元；对白云受贿所得财物予以追缴，上缴国库。

## 家庭
父亲白效玉曾任雁北行署专员等职。